# 出戸信号場
出戸信号場（でとしんごうじょう）は、秋田県由利本荘市西目町出戸にある、東日本旅客鉄道（JR東日本）羽越本線の信号場である。

## 歴史
- 1962年（昭和37年）9月29日：開設。
- 2024年（令和   6年）3月:休止

## 構造
仁賀保駅より西目駅方向に約3.1kmにある2線の信号場。
本線・副本線とも双方向に出発信号機を備えた一線スルー構造となっている。
以前は国道7号線側には2階建屋が、海側にはホームがあった。

## 周辺
信号場西側約250mに日本海、東側は山林である。東側すぐ横に国道7号が平行している。一部がにかほ市に入っている。
2007年9月から2012年10月まで日本海東北自動車道の両前寺仮出入口が近くに設置されていた。

## 交通手段
羽後交通 本荘・象潟線 西の沢（由利本荘市側）バス停か、山田下（にかほ市側）バス停から約10分。
もしくは、仁賀保駅からタクシーを利用する

## 隣の施設
東日本旅客鉄道（JR東日本）
■羽越本線
仁賀保駅 - 出戸信号場 - 西目駅